# Grigeo

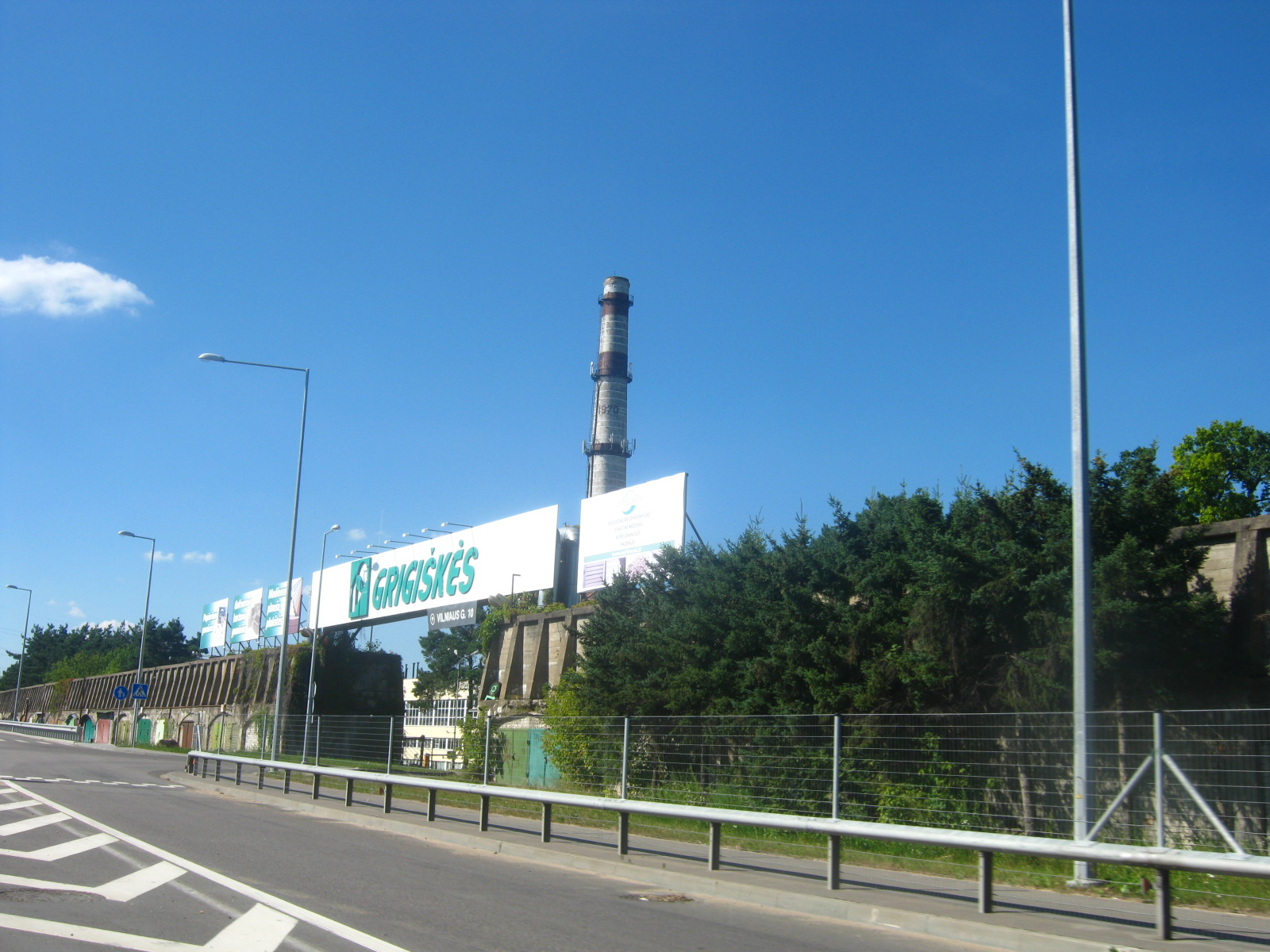
Вид на фабрику «Grigeo» в северной части города Григишкес.

Grigeo (до 2015 года Grigiškės — Григи́шкес — по названию местности) — предприятие в Литве, производящее бумажные изделия.
Расположено в Григишкес, Вильнюс. Предприятие было основано в 1823 году. В 1980—1985 годах было крупнейшим в Литве предприятием целлюлозно-бумажной промышленности.

## История
- 1834 — создание бумажной мастерской, известной позже как Ново-Веркяйская бумажная фабрика
- 1855 — Ново-Веркяйская бумажная фабрика стала самым современным и крупнейшим предприятием в Литве
- 1923 — начало строительства Григишкской бумажной фабрики
- 1954 — открыт цех по производству товаров широкого потребления
- 1965 — численность сотрудников достигает 1500 человек[2]
- 1980—1985 — Григишкская фабрика была крупнейшей в литовской целлюлозно-бумажной промышленности (3 000 работников)
- 1996 — внедрение современных линий переработки бумаги, упаковки туалетной бумаги и бумажных полотенец, начало производства новой линии гигиенической бумаги Grite
- 2006 — модернизирована линия по производству бумажно-гигиенической продукции для использования в быту
- 2008 — запущена новая итальянская линия по конвертированию туалетной бумаги и бумажных полотенец Sincro, предусматривающая несколько видов тиснения для производства премиум и медиум сегментов

## Деятельность предприятия
Компания специализируется на производстве бумажно-санитарной продукции, гофрированного картона и коробок, твёрдых и окрашенных твердоволокнистых плит.
Оборот предприятия в 2005 году составил 155 млн литов.
20 февраля 2012 года фабрику посетила президент Литвы Даля Грибаускайте